# Анантадева
Анантадева (д/н — 1068) — 3-й володар Кашмірської держави з династії Лохара у 1028—1063 роках.

## Життєпис
Син магараджі Санграмараджи і Шрікехи. Після смерті батька 1028 року до влади прийшов його родич (стрийко або зведений старший брат) Харіраджа, але через місяць внаслідок інтриг Шрілехи й сановника Еканга того було повалено, а владу надано Анантадеві. Оскільки той ще був дитиною регентшою стала Шрілеха.
Тривалість регентства невідома, але після набуття повновладдя Анантадева одружився з Сур'яматою, дочкою раджі Кангри. Фактично дружина стала його співволодаркою, маючи чималий політичний вплив. Анантадева доклав значних зусиль для відновлення ефективності управління, усунувши корумпованих чиновників, успішно реформував державні фінанси.
Але спроба приборкати дамарів виявилася невдалою, оскільки спроба запровадити систему мандал (провінцій) призвела до ще більшого послаблення центрального уряду. Тому йому доводилося приборкувати напівнезалежних дамарів і князів, зокрема Салавахану, раджу Чамби. До кінця 1040-х років змусив знову визнати свою зверхність 9 провінційних князівств в Кашмірській долині.
У 1063 році Анантадеву було повалено власним сином Калашею за підтримки матері. Той заслав батька на західний кордон — до міста Парноца, де 1068 року Анантадева наклав на себе руки. Його дружина після цього здійснила саті.